# Isuzu Amigo
Isuzu Amigo — компактный рамный вседорожник компании Isuzu.

## Названия и рынки сбыта
В разных регионах производился под разными названиями:
- на рынке США — Isuzu Amigo, а с 2002 года — Isuzu Rodeo Sport. В то время как на рынках других стран были доступны только полноприводные версии, на рынок США модели Amigo и Rodeo Sport поставлялись как с полным, так и с задним приводом.
- на рынке Японии — Isuzu Mu (сокращение от «Mysterious Utility» — «окружённый тайной автомобиль странного предназначения»[1]), Honda Jazz[2] (не имеет отношения к Honda Jazz для европейского рынка).
- на рынке Европы (кроме Великобритании) — Opel Frontera Sport.
- на рынке Великобритании — Vauxhall Frontera Sport.
- на рынке Австралии — Holden Frontera Sport.
- c 2005 года китайская компания JMC скопировала эту модель и начала выпускать под маркой Landwind X9.

## Дизайн
В основу дизайна лег показанный в 1989 году концепт-кар Costa.

## Первое поколение
Первые Isuzu Amigo имели переднюю независимую и заднюю рессорную подвеску.
В 1995 году Isuzu прекратило продажи Amigo на американском рынке до появления второго поколения. Для всех остальных рынков был произведён рестайлинг, улучшивший комфорт и безопасность: задняя подвеска была заменена на пружинную, передняя консоль приняла более округлые формы, появились водительская и пассажирская подушки безопасности.
На базе рестайлинговой версии в 1997 году был создан VehiCROSS.
На разных рынках предлагались различные варианты двигателей:
- В США — бензиновые 4-цилиндровые 4ZD1 объёмом 2.3 литра и 4ZE1 объёмом 2.6 литра.
- В Японии — бензиновый 4-цилиндровый 4ZE1 объёмом 2.6 литра, дизельные турбированный 4JB1-T объёмом 2.8 литра и атмосферный 4JG2 объёмом 3.1 литра.
- В Европе — бензиновые 4-цилиндровые C20NE и X20SE объёмом 2 литра, бензиновый 4-цилиндровый C24NE объёмом 2,4 литра, дизельные турбированные VM41B объёмом 2.5 литра и 4JB1-T объёмом 2.8 литра.
- В Австралии — бензиновый 4-цилиндровый X20SE объёмом 2 литра.

## Второе поколение
В 1997 году на 32-м Токийском автосалоне был представлен концепт 145-Y, на основе которого было создано второе поколение.
Второе поколение было полностью изменено, получив новый кузов, новую раму, новые двигатели:
- В США — бензиновые 4-цилиндровый X22SE объёмом 2.2 литра и 6-цилиндровый 6VD1 последнего поколения объёмом 3.2 литра.
- В Японии — бензиновый 6-цилиндровый 6VD1 последнего поколения объёмом 3.2 литра и дизельный турбированный 4JX1 объёмом 3 литра.
- В Европе — бензиновые 4-цилиндровый X22SE объёмом 2.2 литра и 6-цилиндровый 6VD1 последнего поколения объёмом 3.2 литра и дизельный турбированный X22DTH объёмом 2.2 литра.
- В Австралии — бензиновый 4-цилиндровый X22SE объёмом 2.2 литра.

Кроме того, второе поколение автомобилей было оборудовано системой Shift on the Fly (кроме заднеприводных автомобилей для рынка США), которая при помощи вакуумного или электрического (на более поздних моделях) привода размыкает левую полуось переднего моста и избавляет от необходимости установки хабов.

### Безопасность
Автомобиль прошел тест Euro NCAP в 1998 году:
| Euro NCAP                                                      | Euro NCAP | Euro NCAP | Euro NCAP |
| -------------------------------------------------------------- | --------- | --------- | --------- |
| Рейтинги                                                       | Пассажир  |           | 21        |
| Рейтинги                                                       | Пешеход   |           | 2         |
| Протестированная модель: Opel Frontera 2,2 DTL 16v, RHD (1998) |           |           |           |